# Viaductul Cârcea
Viaductul Cârcea este un viaduct de cale ferată pe calea ferată București – Roșiori de Vede – Caracal – Craiova- Drobeta-Turnu Severin - Timișoara-Arad. Acesta s-a prăbușit pe o linie în anul 2018. Viaductul lucrare de artă construit în perioada anilor 1944-1945 a fost realizat pentru traversarea văii și pârâului Cârcea. Are infrastructura - din beton și a fost proiectat pentru a susține două linii de cale ferată cu trei deschideri cu lungimea de 50 m
lungimea totală - 167,19 m.

## Suprastructura viaductului
Firul I: trei tabliere metalice, independente, grinzi cu zăbrele (cu înălțime variabilă pe deschidere), cale sus, simplu rezemate, fiecare cu deschiderea de 50 m
În perioada 1945-1946 - construite elementele de infrastructură (culeele și pilele) și suprastructura viaductului pentru un singur fir de circulație (linia curentă firul I dintre Malu Mare și Banu Mărăcine).
În anii 1971-1972 - executarea lucrărilor pentru dublarea liniei curente dintre Malu Mare-Banu Mărăcine- montată și suprastructura pentru cel de al doilea fir de circulație (linia curentă firul II)
Îmbinarea elementelor metalice ale grinzilor cu zăbrele - realizată prin nituire
Înălțimea liberă între fundul văii și partea inferioară a viaductului - valoare maximă de 13,34 m și este în dreptul grinzii celei de-a doua deschideri. Structura viaductului de la Cârcea este alcătuită pe ambele fire din câte trei tabliere. Cele de pe firul I au fost executate în perioada 1940-1943, iar cele de pe firul II au fost proiectate în 1970.

Tablierele metalice ale viaductului vor fi realizate de METABET CF PITEȘTI, firma cu care sunt asociați în acest contract, iar celelalte lucrări de construcții vor fi realizate de Strabag. Conform contractului, lucrările trebuie finalizate în aprilie 2025.